# 安旱苋属
安旱苋属（学名：Philoxerus）是苋科下的一个属，为匍匐草本植物。该属共有约15种，分布于热带地区。